# Canton de Sainte-Florine
Le canton de Sainte-Florine est une circonscription électorale française du département de la Haute-Loire.

## Histoire
Un nouveau découpage territorial de la Haute-Loire entre en vigueur à l'occasion des premières élections départementales suivant le décret du 17 février 2014. Les conseillers départementaux sont, à compter de ces élections, élus au scrutin majoritaire binominal mixte. Les électeurs de chaque canton élisent au Conseil départemental, nouvelle appellation du Conseil général, deux membres de sexe différent, qui se présentent en binôme de candidats. Les conseillers départementaux sont élus pour 6 ans au scrutin binominal majoritaire à deux tours, l'accès au second tour nécessitant 12,5 % des inscrits au 1er tour. En outre la totalité des conseillers départementaux est renouvelée. Ce nouveau mode de scrutin nécessite un redécoupage des cantons dont le nombre est divisé par deux avec arrondi à l'unité impaire supérieure si ce nombre n'est pas entier impair, assorti de conditions de seuils minimaux. Dans la Haute-Loire, le nombre de cantons passe ainsi de 35 à 19.
Le canton de Sainte-Florine est formé de communes des anciens cantons d'Auzon (12 communes) et de Blesle (9 communes). Il est entièrement inclus dans l'arrondissement de Brioude. Le bureau centralisateur est situé à Sainte-Florine.

## Représentation
| Période élective | Période élective | Mandat | Mandat   | Identité       | Nuance | Nuance | Qualité                                                                                         |
| ---------------- | ---------------- | ------ | -------- | -------------- | ------ | ------ | ----------------------------------------------------------------------------------------------- |
| 2015             | 2021             | 2015   | 2021     | Nicole Chassin |        | PS     | Maire de Sainte-Florine (2001-2020) Ancienne conseillère générale du Canton d'Auzon (2004-2015) |
| 2015             | 2021             | 2015   | 2021     | Pascal Gibelin |        | PS     | Epicier - Maire de Blesle                                                                       |
| 2021             | 2028             | 2021   | en cours | Nicole Chassin |        | PS     | Conseillère sortante                                                                            |
| 2021             | 2028             | 2021   | en cours | Pascal Gibelin |        | DVG    | Conseiller sortant                                                                              |

### Résultats détaillés

#### Élections de mars 2015
À l'issue du 1er tour des élections départementales de 2015, deux binômes sont en ballotage : Nicole Chassin et Pascal Gibelin (PS, 39,32 %) et Michel Clemensat et Françoise Lotte (Union de la Droite, 29,76 %). Le taux de participation est de 53,83 % (4 758 votants sur 8 839 inscrits) contre 53,67 % au niveau départemental et 50,17 % au niveau national.
Au second tour, Nicole Chassin et Pascal Gibelin (PS) sont élus avec 52,89 % des suffrages exprimés et un taux de participation de 53,81 % (2 295 voix pour 4 745 votants et 8 818 inscrits).

#### Élections de juin 2021
Le premier tour des élections départementales de 2021 est marqué par un très faible taux de participation (33,26 % au niveau national). Dans le canton de Sainte-Florine, ce taux de participation est de 37,27 % (3 293 votants sur 8 836 inscrits) contre 40,17 % au niveau départemental. À l'issue de ce premier tour,  le binôme constitué de Nicole Chassin et Pascal Gibelin (DVG , 80,87 %), est élu avec 80,87 % des suffrages exprimés.

## Composition
Le canton de Sainte-Florine comprend vingt-et-une communes entières.
| Nom                                    | Code Insee | Intercommunalité        | Superficie (km2) | Population (dernière pop. légale) | Densité (hab./km2) | Modifier                                    |
| -------------------------------------- | ---------- | ----------------------- | ---------------- | --------------------------------- | ------------------ | ------------------------------------------- |
| Sainte-Florine (bureau centralisateur) | 43185      | CC Auzon Communauté     | 7,67             | 3 257 (2022)                      | 425                | modifier les données · modifier les données |
| Agnat                                  | 43001      | CC Brioude Sud Auvergne | 19,65            | 171 (2022)                        | 8,7                | modifier les données · modifier les données |
| Autrac                                 | 43014      | CC Brioude Sud Auvergne | 8,46             | 51 (2022)                         | 6,0                | modifier les données · modifier les données |
| Auzon                                  | 43016      | CC Auzon Communauté     | 16,96            | 874 (2022)                        | 52                 | modifier les données · modifier les données |
| Azérat                                 | 43017      | CC Auzon Communauté     | 18,11            | 294 (2022)                        | 16                 | modifier les données · modifier les données |
| Blesle                                 | 43033      | CC Brioude Sud Auvergne | 29,80            | 618 (2022)                        | 21                 | modifier les données · modifier les données |
| Chambezon                              | 43050      | CC Auzon Communauté     | 5,09             | 130 (2022)                        | 26                 | modifier les données · modifier les données |
| Champagnac-le-Vieux                    | 43052      | CC Auzon Communauté     | 20,61            | 183 (2022)                        | 8,9                | modifier les données · modifier les données |
| Chassignolles                          | 43064      | CC Auzon Communauté     | 18,27            | 64 (2022)                         | 3,5                | modifier les données · modifier les données |
| Espalem                                | 43088      | CC Brioude Sud Auvergne | 14,62            | 326 (2022)                        | 22                 | modifier les données · modifier les données |
| Frugerès-les-Mines                     | 43099      | CC Auzon Communauté     | 1,08             | 551 (2022)                        | 510                | modifier les données · modifier les données |
| Grenier-Montgon                        | 43103      | CC Brioude Sud Auvergne | 5,01             | 111 (2022)                        | 22                 | modifier les données · modifier les données |
| Lempdes-sur-Allagnon                   | 43120      | CC Auzon Communauté     | 10,40            | 1 305 (2022)                      | 125                | modifier les données · modifier les données |
| Léotoing                               | 43121      | CC Brioude Sud Auvergne | 19,56            | 214 (2022)                        | 11                 | modifier les données · modifier les données |
| Lorlanges                              | 43123      | CC Brioude Sud Auvergne | 14,49            | 423 (2022)                        | 29                 | modifier les données · modifier les données |
| Saint-Étienne-sur-Blesle               | 43182      | CC Brioude Sud Auvergne | 17,65            | 54 (2022)                         | 3,1                | modifier les données · modifier les données |
| Saint-Hilaire                          | 43193      | CC Auzon Communauté     | 14,64            | 158 (2022)                        | 11                 | modifier les données · modifier les données |
| Saint-Vert                             | 43226      | CC Auzon Communauté     | 20,67            | 108 (2022)                        | 5,2                | modifier les données · modifier les données |
| Torsiac                                | 43247      | CC Brioude Sud Auvergne | 9,06             | 65 (2022)                         | 7,2                | modifier les données · modifier les données |
| Vergongheon                            | 43258      | CC Auzon Communauté     | 12,61            | 1 793 (2022)                      | 142                | modifier les données · modifier les données |
| Vézézoux                               | 43261      | CC Auzon Communauté     | 7,13             | 631 (2022)                        | 88                 | modifier les données · modifier les données |
| Canton de Sainte-Florine               | 4317       |                         | 291,54           | 11 381 (2022)                     | 39                 | modifier les données                        |

## Démographie
En 2022, le canton comptait 11 381 habitants, en évolution de +0,55 % par rapport à 2016 (Haute-Loire : +0,36 %, France hors Mayotte : +2,11 %).
| 2013   | 2018   | 2022   |
| ------ | ------ | ------ |
| 11 140 | 11 371 | 11 381 |